# Mosnac
|  | Per a altres significats, vegeu «Mosnac (Charente Marítim)». |

Mosnac és un municipi francès al departament del Charente (regió de la Nova Aquitània). L'any 2007 tenia 458 habitants.

## Demografia

### Població
El 2007 la població de fet de Mosnac era de 458 persones. Hi havia 168 famílies de les quals 36 eren unipersonals (12 homes vivint sols i 24 dones vivint soles), 56 parelles sense fills, 68 parelles amb fills i 8 famílies monoparentals amb fills.
La població ha evolucionat segons el següent gràfic:

### Habitatges
El 2007 hi havia 185 habitatges, 178 eren l'habitatge principal de la família i 7 eren segones residències. 182 eren cases i 2 eren apartaments. Dels 178 habitatges principals, 151 estaven ocupats pels seus propietaris, 23 estaven llogats i ocupats pels llogaters i 4 estaven cedits a títol gratuït; 2 tenien una cambra, 6 en tenien dues, 15 en tenien tres, 48 en tenien quatre i 107 en tenien cinc o més. 96 habitatges disposaven pel capbaix d'una plaça de pàrquing. A 63 habitatges hi havia un automòbil i a 103 n'hi havia dos o més.

### Piràmide de població
La piràmide de població per edats i sexe el 2009 era:
| Homes | Edats   | Dones |
| ----- | ------- | ----- |
| 0     | 95 o +  | 4     |
| 0     | 90 a 94 | 0     |
| 0     | 85 a 89 | 0     |
| 0     | 80 a 84 | 4     |
| 4     | 75 a 79 | 4     |
| 16    | 70 a 74 | 4     |
| 12    | 65 a 69 | 12    |
| 12    | 60 a 64 | 20    |
| 4     | 55 a 59 | 8     |
| 4     | 50 a 54 | 0     |
| 12    | 45 a 49 | 4     |
| 28    | 40 a 44 | 16    |
| 24    | 35 a 39 | 16    |
| 16    | 30 a 34 | 16    |
| 12    | 25 a 29 | 16    |
| 0     | 20 a 24 | 4     |
| 8     | 15 a 19 | 8     |
| 24    | 10 a 14 | 16    |
| 12    | 5 a 9   | 16    |
| 8     | 0 a 4   | 12    |

## Economia
El 2007 la població en edat de treballar era de 293 persones, 219 eren actives i 74 eren inactives. De les 219 persones actives 207 estaven ocupades (113 homes i 94 dones) i 12 estaven aturades (6 homes i 6 dones). De les 74 persones inactives 13 estaven jubilades, 32 estaven estudiant i 29 estaven classificades com a «altres inactius».

### Ingressos
El 2009 a Mosnac hi havia 183 unitats fiscals que integraven 486,5 persones, la mediana anual d'ingressos fiscals per persona era de 16.723 €.

### Activitats econòmiques
Dels 18 establiments que hi havia el 2007, 7 eren d'empreses de construcció, 4 d'empreses de comerç i reparació d'automòbils, 1 d'una empresa d'hostatgeria i restauració, 1 d'una empresa financera, 1 d'una empresa immobiliària, 1 d'una empresa de serveis, 1 d'una entitat de l'administració pública i 2 d'empreses classificades com a «altres activitats de serveis».
Dels 9 establiments de servei als particulars que hi havia el 2009, 2 eren tallers de reparació d'automòbils i de material agrícola, 1 paleta, 1 guixaire pintor, 2 electricistes, 2 empreses de construcció i 1 restaurant.
L'únic establiment comercial que hi havia el 2009 era una botiga de mobles.
L'any 2000 a Mosnac hi havia 14 explotacions agrícoles que ocupaven un total de 380 hectàrees.

## Equipaments sanitaris i escolars
El 2009 hi havia una escola elemental integrada dins d'un grup escolar amb les comunes properes formant una escola dispersa.

## Poblacions properes
El següent diagrama mostra les poblacions més properes.